# Serge Lascar
Serge Lascar est un auteur qui travaille essentiellement pour la télévision et le cinéma.

## Biographie
Titulaire d'un DEA de linguistique et de lettres modernes (1978), il a d'abord été professeur de lettres et de théâtre, 
puis s'est intéressé à la graphologie en même temps qu'il débutait une carrière de scénariste.
Diplômé de la Société Française de Graphologie (1992) et du Groupement des Graphologues-Conseils de France (1995), 
il a assumé durant dix ans la fonction de Rédacteur en chef de la revue "La Graphologie".
Il a été aussi comédien et metteur en scène de théâtre.

## Productions

### Pour la télévision
- Cœurs blancs, cœurs noirs, avec Anny Duperey, Bernard Le Coq "Série : Une famille formidable", saison 12, épisode 36, coauteur : Philippe Setbon (TF1, Panama) réal : Joël Santoni
- Jacques et son double, avec Anny Duperey, Bernard Le Coq "Série : Une famille formidable", saison 11, épisode 34, coauteurs : Philippe Setbon, Jérôme Le Mest, Joël Santoni (TF1, Panama) réal : Joël Santoni
- Marge d'erreur, en collaboration avec Philippe Setbon, réalisé par Joël Santoni, avec Anny Duperey (Panama, France 3)
- Les Virtuoses, (série de 52 min) en collaboration avec Philippe Setbon, réalisé par Claude-Michel Rome, avec Frédéric Diefenthal, Gwendoline Hamon, Michel Jonasz... (GMT, TF1)

Saison 1 : Les Blanchisseurs, Le Diamant maléfique, Une pure coïncidence, A chacun ses fantômes, Cible troublante, L'Ex M. Grant (1re et deuxième parties)
Série sélectionnée au 13e Festival de la Fiction TV de La Rochelle, 7-11 septembre 2011.
- La Loi de mon pays, avec Alexandre Hamidi, Azdine Keloua, Noam Morgenzstern, Charlotte de Turckheim, Marthe Villalonga, Bernard Blancan, Gilles-Gaston Dreyfus, Jean-Pierre Becker, réal : Dominique Ladoge

Film sélectionné au 12e Festival de la Fiction TV de La Rochelle, 8-12 septembre 2010 et récompensé par le Prix Jeune Espoir Masculin décerné conjointement aux trois acteurs principaux du film.
- C'est la vie, camarade ! avec Guy Bedos, Lio (France 3, TV3, Grand Large Prod, Aurea Entertainment), coautrice : Joëlle Goron, réal : Bernard Uzan
- Agathe, avec Florence Pernel, Gilles Tschudi, Nadine Alari (France 3, TSR, Image & Compagnie, Caravan Productions) réal : Anne Deluz

Film présenté en ouverture du 9e festival 2003 Tout Écran de Genève. Trophée de la meilleure musique au Festival de Locarno
- Fausses notes, avec Pierre Mondy, Bruno Madinier, Stéphane Bierry « Série : Les Cordier, juge et flic » coauteur : Bernard Marié (TF1, Telfrance) réal : Jean-Marc Seban
- Le Voyeur, avec Pascal Légitimus "Série : Crimes en série", coauteurs : Alain Schwarzstein, Aude Blanchard (France 2, Alya) réal : Patrick Dewolf
- Les Déracinés, avec Georges Corraface, Luce Mouchel, Julie Debazac, Jean Yanne, Robert Castel, 2 X 90 min (France 3, Arte, Scarlett Productions) réal : Jacques Renard. Œuvre sélectionnée au Festival de Monte Carlo
- Nouvelle vie, nouvelle donne, avec Maria Grazia Cucinotta, Isabelle Pasco, Jean-Claude Adelin, 2 X 90 min (France 2, Mediaset, GMT) réal : Francesco Massaro
- Ma fille est impossible, avec Sami Frey, Marie Laforêt "Série : Adrien Lesage" coauteur : Gérard Walraevens, (T.F.1. Protécréa) réal : Jacques Monnet
- Le Silence du cœur, avec Véronique Jannot, Iris Berben, (T.F.1., Arcanes Films) réal : Pierre Aknine
- Anges ou démons ?, avec Vanessa Lhoste, Valérie Mairesse, Jean Benguigui, Jean-Claude Dauphin, (T.F.1., Arcanes Films) réal : Pierre Aknine
- Coup de chance, avec Roland Giraud, Rufus, Olivia Brunaux (M 6, Canal +, Arcanes Films) réal : Pierre Aknine
- Direct au cœur, avec Aldo Maccione (La 5, M 6, GMT), coauteur : Christian François, réal : François Cohen-Seat
- La Dame blanche, avec Pierre Aknine, Catherine Alric, François Chaumette, Didier Bénureau, « Série : Le Privé au soleil » (T.F.1., DWD) réal : Pierre Aknine
- Édition Spéciale, avec Pierre Aknine, Fiona Gélin, Jean-Pierre Kalfon « Série : Le Privé au soleil » (T.F.1., DWD) réal : Pierre Aknine

### Pour le Cinéma
- Je m'appelle Bernadette, avec Katia Miran, Michel Aumont, Francis Perrin, Francis Huster, Rufus, Alain Doutey, Alessandra Martines... réal : Jean Sagols (Massane Production), 2011

Sortie nationale : 30 novembre 2011
- Le Grand  Blanc de Lambaréné, avec Marisa Berenson, André Wilms, Dany Boon, réal : Bassek Ba Kobhio (Hugues Nonn, L.N. Productions, Canal +, 1994)

### Au Théâtre
- Assigné à résidence, co-auteur Eric Reynaud-Fourton, Théâtre Montmartre-Galabru, 2019-2020
- J’ai compté trois moutons… de Michel Dahan (conte musical autour du gamelan), 2007
- Lettres  à Lou, d'après Guillaume Apollinaire (Théâtre du Lucernaire), avec Jean-Paul Schintu, 1992
- Le Horla, d'après  Maupassant  (Théâtre de l'Escalier d'Or, 1986; Théâtre Mouffetard, 1989)
- Diableries  amoureuses (Théâtre de l'Escalier d'Or, 1982)
- Est-ce que  les fous jouent-ils ? de Viala (Théâtre Essaïon, 1980 et Théâtre de la Gaîté-Montparnasse, 1981)

### Textes  d'émissions de divertissement
- Télé Casting, Hit  Dance, Hit Machine, Fan de (M 6), textes dits par  Séverine Ferrer, Charly et Lulu...
- Fou-rire, textes dits par Jean Carmet, Christian Morin (T.F.1., A.T.V.F. Productions) réal : Guy Job

### Publications
- Découvrir la Graphologie (coauteure Véronique de Villeneuve), Interéditions, Dunod, 2008.
- Le jeu  dramatique à l'école, coauteur :  Gérard Faure, Bordas 1978 / 1981 (trad. espagnol, italien, portugais, grec...)

Nombreux articles dans la Revue « La Graphologie » : 
For intérieur et place publique, Malaise et violence à l’école, Facteurs et fonctions de la communication appliqués à l’étude graphologique, 
Le culte de l’émotion, Brassage des peuples, brassage des écritures, diversité des alphabets, ouverture vers une nouvelle identité ?...